# Santomenna
Santomenna (IPA: [santomènna]) è un comune italiano di 380 abitanti della provincia di Salerno in Campania.

## Geografia fisica

### Territorio
Il borgo sorge nella zona montuosa compresa tra la sella di Conza e il gruppo montuoso Eremita-Marzano, nell'alta valle del Sele.
- Classificazione sismica: zona 1 (sismicità alta), Ordinanza PCM. 3274 del 20/03/2003

### Clima
- Classificazione climatica: zona E, 2127 GG

## Origini del nome
Il paese fino al periodo post-unitario, si chiamava Santa Menna. Il toponimo deriverebbe, secondo una tradizione locale, dal nome Menna, l'eremita che nel VI secolo avrebbe fondato un cenobio.

## Storia
Secondo una tradizione locale, nel VI secolo un religioso realizzò un eremo e vi si stabilì. In seguito vi si strabilirono altri monaci, edificarono un monastero e intorno vi nacque l'abitato.
Secondo lo studioso Francesco Di Geronimo, fu Narsete, generale bizantino, che in occasione dell'assedio di Conza (dove si erano asserragliati gli ultimi settemila goti ancora presenti nella penisola italica) tra il 554 e il 555 edificò una chiesa dedicata a San Menna, martire egiziano. È questo santo (e non l'omonimo eremita beneventano) che ha dato il nome al paese dell'alto Sele. Lo stemma del paese di Santomenna reca, infatti, l'immagine del santo guerriero, con la spada e la palma.
Il borgo durante l'amministrazione ecclesiastica esercitata dall'arcidiocesi di Conza è stata la residenza invernale degli arcivescovi.
Dal 1811 al 1860 ha fatto parte del circondario di Laviano, appartenente al distretto di Campagna del regno delle Due Sicilie.
Dal 1860 al 1927, durante il regno d'Italia ha fatto parte del mandamento di Laviano, appartenente al circondario di Campagna.
A seguito del terremoto dell'Irpinia del 1980 il paese è stato completamente distrutto.

### Simboli
Lo stemma e il gonfalone sono stati concessi con DPR del 25 marzo 1988.
Sullo stemma è rappresentato su sfondo d'argento il patrono san Menna martire, vestito con una lunga tunica rossa stretta da una cintura azzurra con una palma verde nella mano destra. Il gonfalone è un drappo di azzurro.

## Monumenti e luoghi d'interesse
- Palazzo de Ruggieri (1800)
- Convento dei Cappuccini (1580)

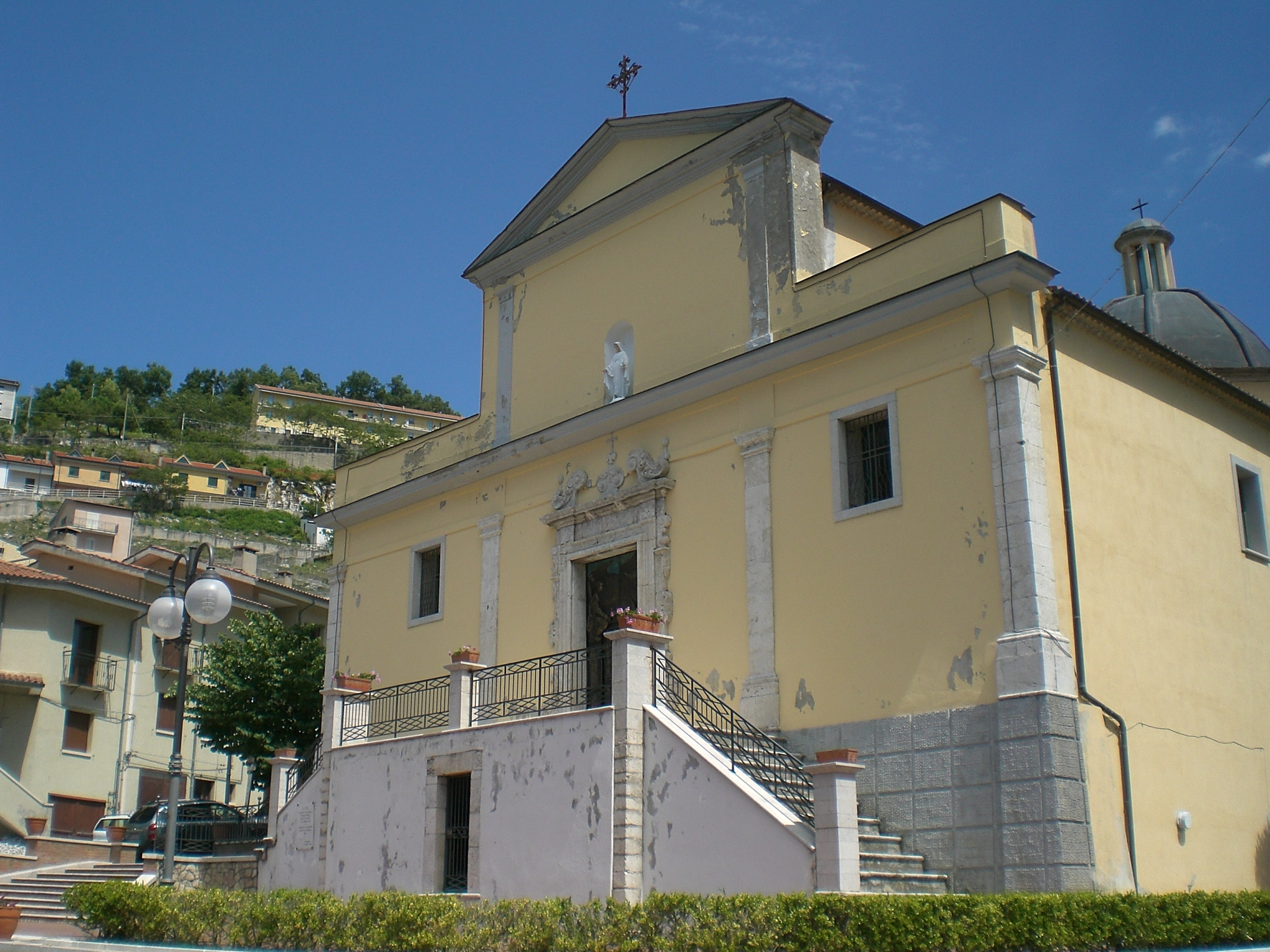
La chiesa parrocchiale

- Chiesa Santa Maria delle Grazie (XIII secolo)[12]
- Chiesa della Congregazione dell'Immacolata Concezione (1730)

## Società

### Evoluzione demografica
Abitanti censiti

### Etnie e minoranze straniere
Al 31 dicembre 2007 a Santomenna risultavano residenti 9 cittadini stranieri.

### Religione
La maggioranza della popolazione è di religione cristiana di rito cattolico; il comune appartiene alla forania di Colliano dell'arcidiocesi di Salerno-Campagna-Acerno, con una parrocchia.

## Infrastrutture e trasporti

### Strade
- Strada regionale 91 della Valle del Sele (dal km 71+620 al km 85+750);
- Strada provinciale 33 Laviano-Santomenna-Bivio San Felice.

### Mobilità urbana
La mobilità è affidata, per quanto riguarda i trasporti extraurbani, alla società Sita Sud che collega il paese con Salerno e Pescopagano.

## Amministrazione
Di seguito è presentata una tabella relativa alle amministrazioni che si sono succedute in questo comune.
| Periodo        | Periodo        | Primo cittadino     | Partito                              | Carica  | Note   |
| -------------- | -------------- | ------------------- | ------------------------------------ | ------- | ------ |
| 23 aprile 1995 | 13 giugno 1999 | Gerardo Salandra    | lista civica: Centro                 | Sindaco | [ 16 ] |
| 13 giugno 1999 | 26 maggio 2002 | Gerardo Venutolo    | lista civica: Centro-Sinistra        | Sindaco | [ 17 ] |
| 26 maggio 2002 | 27 maggio 2007 | Salvatore Pepe      | lista civica: Sinistra               | Sindaco | [ 18 ] |
| 27 maggio 2007 | 6 maggio 2012  | Gerardo Venutolo    | lista civica: Centro-Sinistra        | Sindaco | [ 19 ] |
| 6 maggio 2012  | 11 giugno 2017 | Massimiliano Voza   | lista civica: Sinistra (Lista Cuore) | Sindaco | [ 20 ] |
| 11 giugno 2017 | 12 giugno 2022 | Gerardo Venutolo    | Lista civica Pensiamo a Santomenna   | Sindaco |        |
| 12 giugno 2022 | In corso       | Michele Di Geronimo | Lista civica "Pensiamo a Santomenna" | Sindaco |        |

### Altre informazioni amministrative
Il comune fa parte della Comunità montana Tanagro - Alto e Medio Sele.
Le competenze in materia di difesa del suolo sono delegate dalla Campania all'Autorità di bacino interregionale del fiume Sele.
In materia di Mercato del lavoro, il comune ricade nel bacino territoriale del Centro per l'impiego di Oliveto Citra.

## Sport

### Impianti sportivi
- Campo di calcio comunale[21].
- Centro sportivo Don Nicola Palmisano[21].